# دوغالد ستيوارت
دوغالد ستيوارت (بالإنجليزية: Dugald Stewart)‏ الحاصل على زمالة الجمعية الملكية لإدنبره والجمعية الملكية (22 نوفمبر 1753 - 11 يونيو 1828) هو فيلسوف اسكتلندي وعالم رياضيات. اشتُهر بتشجيعه على التنوير الاسكتلندي وانتشرت محاضراته في جامعة إدنبرة على نطاق واسع من قبل طلابه المؤثِّرين. في عام 1783 كان شريكًا مؤسسًا للجمعية الملكية لإدنبره. في معظم الوثائق المعاصرة يُشار إليه باسم الأستاذ دوغال ستيوارت.

## النشأة
هو ابن ماثيو ستيوارت (1715-1785)، أستاذ رياضيات في جامعة إدنبره (1747-1772)، ولد في حيّ والده في أولد كولج. كانت والدته مارجوري ستيوارت، ابنة عم والده. تلقى تعليمه في المدرسة الثانوية وجامعة إدنبره، حيث درس الرياضيات والفلسفة الأخلاقية على يد آدم فيرجسون. في عام 1771، على أمل الحصول على منحة معرض سنيل والمتابعة إلى أكسفورد للدراسة في الكنيسة الإنجليزية، ذهب إلى جامعة غلاسكو لحضور دروس توماس ريد. كان مدينًا لريد فيما بعد بنظرية الأخلاق. في غلاسكو، سكن ستيوارت في نفس منزل أرشيبالد أليسون، مؤلف مقالة عن التذوق، وتشكلت صداقة دائمة بينهما.
في سن التاسعة عشرة وبعد جلسة واحدة في جامعة غلاسكو، طلب والده بعد أن بدأت صحته بالتدهور أن يقدم دروسه في مادة الرياضيات في جامعة إدنبره. بعد ثلاث سنوات هناك، انتُخِت دوغالد أستاذًا مساعدًا للرياضيات بالتعاون مع والده في عام 1775. عُيّن فيرغسون بعد ثلاث سنوات سكرتيرًا للمفوضين الذين أُرسلوا إلى المستعمرات الأمريكية، وحاضر ستيوارت بناءً على طلب أبيه بديلًا عنه خلال الجلسات في عامي 1778-1779، ملقيًا دورةً جديدة من المحاضرات حول الأخلاق. تأثر باللورد مونبودو في سنواته الأولى وقام بمراسلته.

## أستاذ في إدنبره
تفوّق ستيوارت على فيرغسون في الحصول على شاغر تدريس الفلسفة الأخلاقية في عام 1785، واستمرّ لمدة خمس وعشرون عامًا، جاعلًا من الفلسفة مركزًا للتأثير الفكري والأخلاقي. جُذب الشباب من إنجلترا وأوروبا وأمريكا وراء سمعته. تبنّت دورة ستيوارت حول الفلسفة الأخلاقية، إلى جانب الأخلاق المناسبة، محاضرات حول الفلسفة السياسية أو نظرية الحكومة.
قضى ستيوارت صيف عامي 1788 و1789 في فرنسا، حيث التقى سوارد وديغيراندو وراينال وتعاطف مع الحركة الثورية. أثارت تعاليمه السياسية بعد الثورة الفرنسية الشكوك حوله. كانت إقامته في إدنبره لعدة سنوات في وايتفورد هاوس في رويال مايل.
من عام 1800 إلى عام 1801، ألقى ستيوارت محاضرات لطلاب المرحلة الجامعية الأولى حول موضوع الاقتصاد السياسي، وهو أول شخص يقوم بذلك. في عام 1800، بدا دوغالد بمثابة «دوغالد ستيوارت، أستاذ الفلسفة الأخلاقية» يعيش في لوثيان هاوس بالقرب من قاع منطقة الكانوغات في إدنبره.

## العائلة
في عام 1783، تزوج ستيوارت من هيلين باناتين (ابنة عم بعيدة القرابة)، توفيت عام 1787 تاركةً له ابنًا وحيدًا هو ماثيو ستيوارت حاصل على زمالة الجمعية الملكية لإدنبره (1784-1851). في عام 1790، تزوج من هيلين دارسي كرانستون، أخت جورج كرانستون. كانت زوجته الثانية عريقة الأصل وبارعة، وكان معتادًا على أخذ ملاحظاتها بعين الاعتبار في كل ما يكتب. كان لديهما ابن وابنة، وتسببت وفاة الابن في عام 1809 بتقاعده من الواجبات النشطة لمنصبه.
تزوجت شقيقته جانيت ستيوارت من القس توماس ميلر لكامنوك، وكانا والديّ الدكتور باتريك ميلر عضو زمالة الجمعية الملكية لإدنبره (1782-1871).

## الحياة اللاحقة

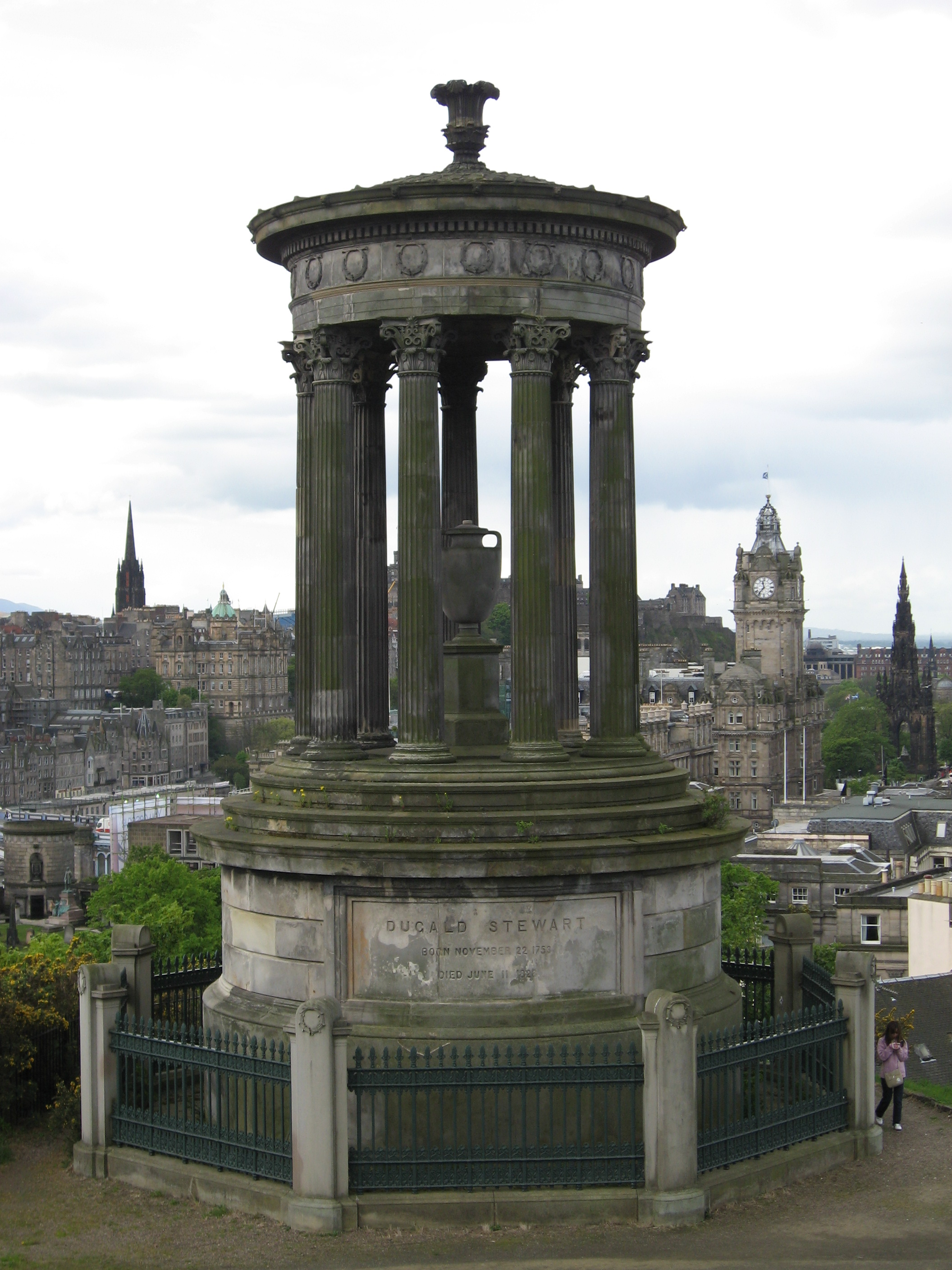
نصب دوغالد ستيوارت في العاصمة الاسكتلندية إدنبره

في عام 1806، تلقى ستيوارت بدلًا عن راتبه التقاعد المكتب الاسمي بوظيفة كاتب في جريدة إدنبره وراتب 300 جنيه إسترليني. عندما توقف عن إلقاء المحاضرات في جلسات عامي 1809-1810، أخذ توماس براون مكانه بناءً على طلبه، وعُيِّن في عام 1810 أستاذًا مساعدًا. تقاعد ستيوارت بشكل كامل عند وفاة براون في عام 1820. كان جون ويلسون خلفه والمعروف باسم «كريستوفر نورث». من عام 1809 فصاعدًا، عاش ستيوارت بشكل رئيسي في كينيل هاوس في بونس، والتي وضِعت تحت تصرفه من قبل دوق هاملتون. في يونيو1814 انتُخب زميلًا للجمعية الملكية. انتُخب عضوًا فخريًا أجنبيًا في الأكاديمية الأمريكية للفنون والعلوم في عام 1817.

## الماسونية
مثل والده، القس الدكتور ماثيو ستيوارت، كان ماسونيًا اسكتلنديًا. انضمّ للمحفل الماسوني لوالده -لودج كانونجيت كيلوينينج، رقم 2، في 4 ديسمبر 1775. جعله صديقه وزميله الماسوني، روبرت بيرنز، عضوًا فخريًا في لودج سانت ديفيد في تاربولتون، رقم 133، في 25 يوليو1787. حدث هذا بينما كان ستيوارت يُقيم في مقر العائلة في كاترين، بمقاطعة أيرشاير الاسكتلندية.

## الوفاة

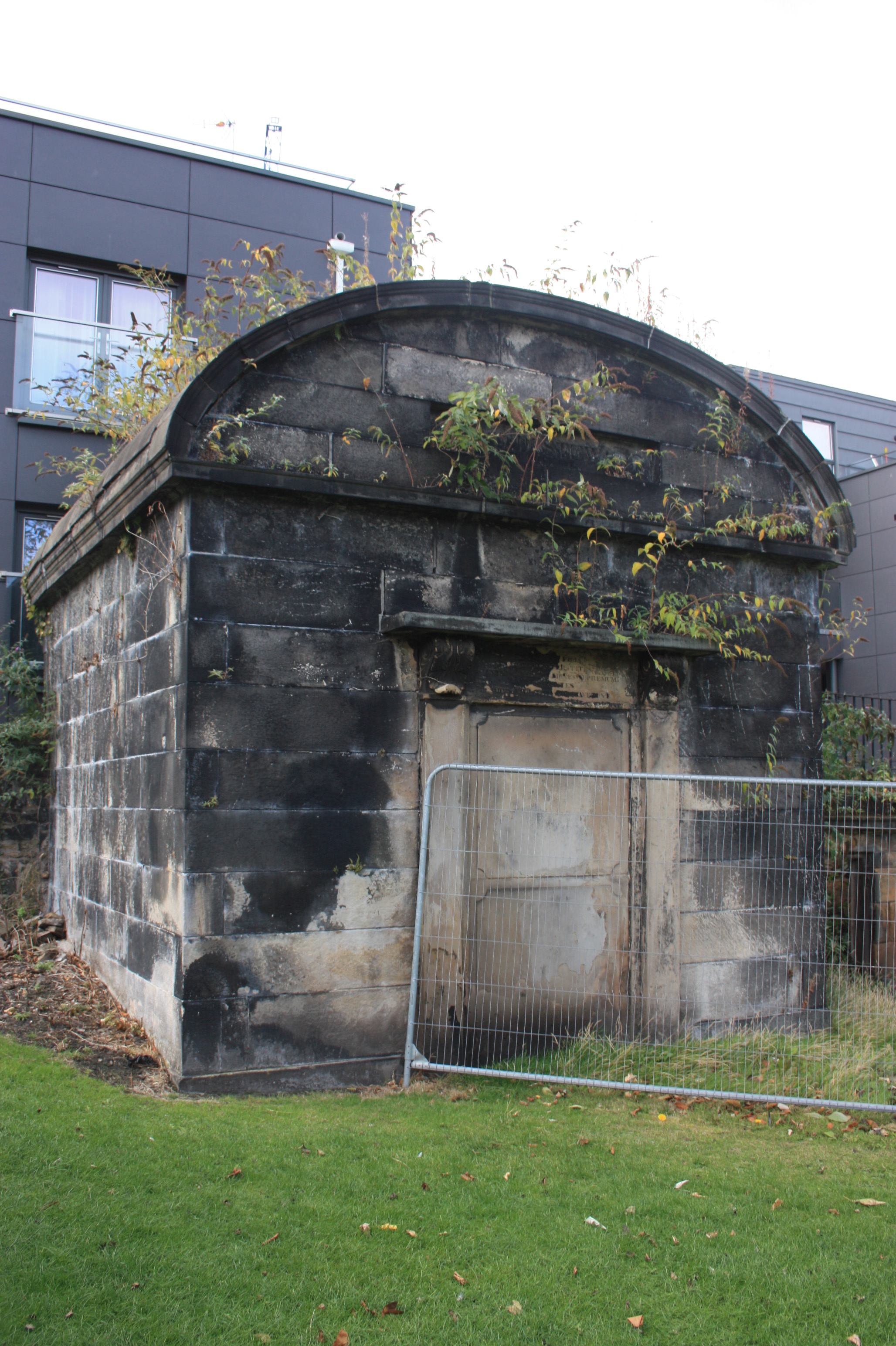
قبر ستيوارت في مقبرة الكانونوغيت

في عام 1822 أصيب بشلل، لكنه تعافى إلى حد يكفي لتمكينه من استكمال دراسته. توفي في إدنبره في 11 يونيو 1828، دُفن في كانونجيت تشيرشيارد بالقرب من مقر إقامته في إدنبره في قبوٍ مغلق في الجزء السفلي، على الجانب الغربي منه.

## النُّصب التذكارية
في عام 1831، وبإشعار عام كبير، أقامت المدينة نصبًا تذكاريًا في كالتون هيل. هذا حسب تصميم وليام هنري بلايفير، وهو يحتل موقعًا رائدًا في أفق المدينة مشكلًا أحد معالم المدينة الشهيرة. كُرّمت ذكراه أيضًا بمبنى «دوغالد ستيوارت» (الذي شُيّد عام 2011) في جامعة إدنبره لإنشائه قسم الفلسفة التابع لها في شارع تشارلز، قبالة ساحة جورج.

## الأعمال
كتب ستيوارت عندما كان طالبًا في غلاسكو مقالًا يدعى الحلم. نشر المجلد الأول من كتاب عناصر فلسفة العقل البشري في عام 1792. ظهر المجلد الثاني في عام 1814، والثالث في عام 1827. قام بطباعة كتاب في عام 1793 هو الخطوط العريضة للفلسفة الأخلاقية، والتي مرت بالعديد من الإصدارات؛ وفي العام ذاته قرأ أمام الجمعية الملكية في إدنبره سيرة حياة آدم سميث وكتاباته. قُرأت مذكرات مماثلة بعد ذلك للمؤرخ روبرتسون وريد أمام نفس الهيئة وتظهر في أعماله المنشورة.
نشر ستيوارت كتيبات تدافع عن جون لسلي ضد تُهم لاأرثوذكسية صادرة عن مجلس الكنيسة لإدنبره في عام 1805. ظهرت المقالات الفلسفية في عام 1810، والمجلد الثاني من كتاب العناصر في عام 1814، والجزءان الأول والثاني في عامي 1811 و1821 على التوالي من «الأطروحة» التي كتبها لملحق الموسوعة البريطانية، بعنوان «لمحة عامة لتقدم الفلسفة الميتافيزيقية والأخلاقية والسياسية منذ إحياء الحروف.» في عام 1827 نشر المجلد الثالث للعناصر، وفي عام 1828 قبل وفاته ببضعة أسابيع، فلسفة القوى النشطة والأخلاقية.نُشرت أعمال ستيوارت في 11 مجلدًا. (1854-1858) من قبل السير ويليام هاميلتون واكتملت بمذكرات كتبها جون فيتش.

## التأثير
كان من بين تلاميذ ستيوارت اللورد بالمرستون والسير ووالتر سكوت وفرانسيس جيفري وهنري توماس كوكبرن وفرانسيس هورنر وسيدني سميث وجون ويليام وارد ولورد بروغهام والدكتور توماس براون وجيمس ميل والسير جيمس ماكينتوش والسير أرشيبالد أليسون.
استندت سمعته إلى حد كبير على فصاحته وشعبيته وأسلوبه الأصيل في العمل. كان مسؤولًا بشكل أساسي عن جعل «الفلسفة الإسكتلندية» سائدة في أوائل القرن التاسع عشر في أوروبا. في النصف الثاني من القرن، سقطت سمعة ستيوارت بوصفه تابعًا لأعمال توماس ريد.
أيّد ستيوارت أسلوب ريد النفسي وشرح واقعية الإدراك الإسكتلندية، التي هاجمها جيمس ميل وجون ستيوارت مل. يكمن جزء من أصالته في دمج عناصر من المذهب التجريبي المعتدل والإيديولوجيين الفرنسيين لاروميجوير وكابانيس ودستوت دي تريسي. عارض حجة الأنطولوجيا، والحوادث المثيرة للاهتمام لكونديلاك. قال إنّ إيمانويل كانط لم يستطع فهمها.

## روابط خارجية
- دوغالد ستيوارت على موقع الموسوعة البريطانية (الإنجليزية)